# Angelique Midthunder
Angelique Midthunder (* 9. Januar 1971 in Bangkok, Thailand als Angelique Roehm) ist eine US-amerikanische Stuntfrau, Schauspielerin, Filmschaffende und Casting Director. In verschiedenen Tätigkeiten bei Casting-Agenturen war sie bereits an über 100 Filmen oder Fernsehserien beteiligt.

## Leben
Midthunder wurde am 9. Januar 1971 in Bangkok geboren. Sie ist thailändisch-europäischer Herkunft. Sie wuchs in den USA auf und begann ab den 1990er Jahren in einer Castingagentur zu arbeiten. Sie ist mit dem Schauspieler David Midthunder verheiratet. Der Ehe entstammte eine Tochter, die Schauspielerin Amber Midthunder. Seit 2005 ist Angelique Midthunder Geschäftsführerin der Castingagentur Midthunder Casting und in der Funktion eines Casting Director in über 30 Filmen beteiligt.
Ihre erste Schauspielrolle hatte sie 1995 in dem Film East Meets West. Ein Jahr später folgte eine Rolle in dem japanischen Film Shall we dance?. In den nächsten Jahren folgten in unregelmäßigen Abständen Besetzungen in Filmen und Episodenrollen in Fernsehserien. Aktiver war sie seit 2005 als Stuntfrau.
Seit 2002 tritt Midthunder als Filmschaffende in Erscheinung. 2002 debütierte sie in dieser Funktion mit der Dokumentation Need 4 Speed. 2004 folgte die Dokumentation America's First Horse: Hidalgo and the Spanish Mustang unter anderen mit ihrem Mann und Viggo Mortensen in den Hauptrollen. Im selben Jahr war sie für das Drehbuch, die Regie und die Produktion für den Kurzfilm Reservation Warparties verantwortlich, der am 8. November 2004 auf dem American Indian Film Festival erschien. 2006 war sie als Regisseurin und Produzentin am Kurzfilm Silent Thunder involviert, der am 4. September 2006 auf dem Moondance International Film Festival gezeigt wurde. 2013 verfasste sie das Drehbuch zum Kurzfilm Don’t und war zusätzlich auch als Regisseurin zuständig. Im selben Jahr fungierte sie im Kurzfilm #nightslikethese als Produzentin, der am 16. Oktober 2013 auf dem Santa Fe International Film Festival gezeigt wurde.

## Filmografie (Auswahl)

### Stunts
- 2005: Nemesis – Der Angriff (Threshold) (Fernsehserie, Episode 1x01)
- 2006: Mission: Impossible III
- 2006: Kings of Rock – Tenacious D (Tenacious D in The Pick of Destiny)
- 2006: Im Land der Frauen (In the Land of Women)
- 2007: Heroes (Fernsehserie, 2 Episoden)
- 2008: Comanche Moon (Mini-Fernsehserie, 3 Episoden)
- 2008: Husband for Hire (Fernsehfilm)
- 2008: Wildfire (Fernsehserie, Episode 4x06)
- 2008: Beer for My Horses
- 2008: Easy Money (Fernsehserie, Episode 1x02)
- 2009: Shopping-Center King – Hier gilt mein Gesetz (Observe and Report)
- 2009: Terminator: Die Erlösung (Terminator Salvation: The Future Begins)
- 2009: The War Boys
- 2009: Gamer
- 2009: I The Keeper
- 2010: The Book of Eli
- 2010: Legion
- 2010: Kites
- 2010: The Farm (Kurzfilm)
- 2010: Zeit der Sehnsucht (Days of Our Lives, Fernsehserie, Episode 1x11400)
- 2010: Run for Her Life (Inhale)
- 2010: Passion Play
- 2010: I Let Me In
- 2010: Stichtag – Schluss mit gemütlich (Due Date)
- 2010: Wake Up (Kurzfilm)
- 2010: The Odds (Fernsehfilm)
- 2011: Paul – Ein Alien auf der Flucht (Paul)
- 2011: Thor
- 2011: The Reunion
- 2012: In Plain Sight – In der Schusslinie (In Plain Sight, Fernsehserie, Episode 5x03)
- 2012: Tiger Eyes
- 2012: Marvel’s The Avengers
- 2012: The Tin Star (Fernsehfilm)
- 2013: The Last Stand
- 2013: Seelen (The Host)
- 2013: Odd Thomas
- 2013: Lone Ranger (The Lone Ranger)
- 2013: Blaze You Out
- 2013: Eve Angelic (Kurzfilm)
- 2013–2017: Longmire (Fernsehserie, 6 Episoden)
- 2014: Frontera
- 2014: Transcendence
- 2015: The Messengers (Fernsehserie, 2 Episoden)
- 2016: T@gged (Du wurdest getaggt, Fernsehserie, Episode 1x01)
- 2017: Godless (Fernsehserie, Episode 1x06)
- 2019–2020: Roswell, New Mexico (Fernsehserie, 3 Episoden)
- 2019: Daybreak (Fernsehserie, 2 Episoden)
- 2019: Those Who Wait

### Schauspiel
- 1995: East Meets West
- 1996: Shall we dance? (Shall we ダンス?)
- 2002: Deadly Species
- 2008: Sunshine Cleaning
- 2008: Wildfire (Fernsehserie, Episode 4x06)
- 2008: Linewatch
- 2010: The Book of Eli
- 2010: Jordan
- 2018: Arizona

### Filmschaffende
- 2002: Need 4 Speed (Dokumentation; Produktion, Regie)
- 2004: America's First Horse: Hidalgo and the Spanish Mustang (Dokumentation; Produktion, Regie)
- 2004: Reservation Warparties (Kurzfilm; Produktion, Regie, Drehbuch)
- 2006: Silent Thunder (Dokumentation; Produktion, Regie)
- 2013: #nightslikethese (Kurzfilm; Produktion)
- 2013: Don’t (Kurzfilm; Regie, Drehbuch)
- 2021: Zenophobia (Kurzfilm; Produktion, Regie, Drehbuch)
- 2021: Pandemic Response (Produktion, Regie, Drehbuch)